# Everest – Wettlauf in den Tod
Everest – Wettlauf in den Tod ist ein zweiteiliger Bergsteigerfilm aus dem Jahr 2007 mit William Shatner in einer Nebenrolle. Der Film beruht auf der kanadischen Erstbesteigung des Mt. Everest im Jahr 1982.

## Handlung

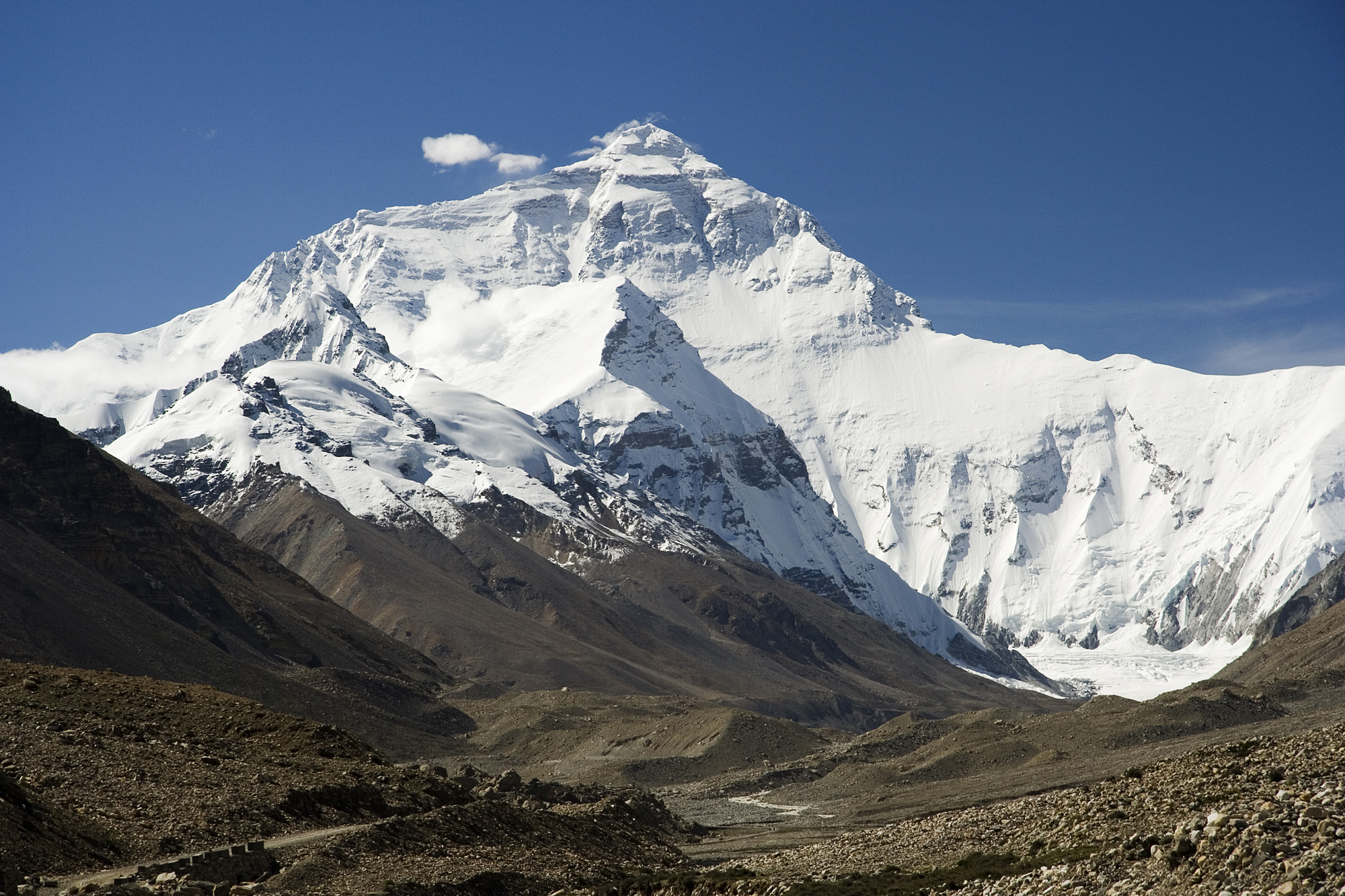
Der Mt. Everest

Im Sommer 1982 bricht eine britisch-kanadische Bergsteigertruppe zu einer Expedition zur Besteigung des Mount Everest auf.
Schon im Basislager kommt es zu Auseinandersetzungen zwischen dem Leiter Bill March und Roger Marshall. Der Aufstieg erweist sich als sehr schwierig. So müssen die Bergsteiger gefährliche Gletscherspalten überwinden. Ein Teil des Teams bleibt im Basislager, während die übrigen den Aufstieg zum nächsthöheren Lager angehen. Während des Aufstieges kommen vier Expeditionsteilnehmer, darunter drei Sherpas, durch eine Lawine ums Leben. Erstmals berichtet auch das Fernsehen über Satellit live vom Geschehen. Am Ende gelingt es vier Bergsteigern, den Gipfel zu erreichen.

## Kritik
„Die knapp dreistündige Miniserie zeichnet in dramatisierter Form den Verlauf des Unternehmens nach, bietet prächtige Naturaufnahmen und die genreüblichen zwischenmenschlichen Probleme, die derartige Unterfangen an den Rand des Scheiterns bringen.“

Die Filmzeitschrift TV Spielfilm lobte, dass der Film „statt Alpinpathos fesselnde und schwindelerregende Kletterbilder“ biete. Das Werk sei „aufregend fotografiert“ und „frei von Kletterkitsch“.